# Al·leluia
La paraula al·leluia (de l'hebreu הַלְּלוּיָה, hallelu yah, 'lloeu Déu') és una de les paraules més antigues de la fe monoteista i és utilitzada en la tradició judeocristiana en demostració de goig o per a donar gràcies a Déu per alguna cosa. La seua traducció literal és 'Lloeu el senyor!' Per a la majoria dels cristians, esta és la paraula més alegre per a lloar el Senyor.
Altres transliteracions, preses d'altres llengües, són Halleluyah, Hallelujah o Alleluia.
En el catolicisme cantar al·leluia és celebrar la resurrecció de Crist i lloar Déu.

## Usos litúrgics
Durant els primers segles d'existència de l'Església catòlica només es cantava Al·leluia el Diumenge de Resurrecció, després es va començar a fer ús de l'expressió durant tot el temps Pasqual, per a acabar posteriorment tots els diumenges.
Avui en dia, també a l'Església oriental s'escolta en totes les èpoques de l'any, i finalment tots els dies de l'any. El ritu occidental segueix l'ordenament de Sant Gregori I (590-604) sobre la celebració de la missa, per la qual cosa es canta des de la Pasqua fins al Pentecosta, però no durant temps penitencials com la quaresma (on tampoc no es canta el Gloria in excelsis), les misses de difunts o les misses firals del temps d'Advent.
Dins dels textos bíblics, els Salms són fonamentalment una alabança, per la qual cosa molts comencen amb eixa paraula (106, 111, 112, 113, 135, 146, 147, 148, 149, 150) o acaben així (105, 115, 116, 117).
Sant Agustí relaciona la litúrgia amb el temps celestial dient que aquells que a la Terra diguin amén per a acceptar Déu plenament, al cel diran al·leluia per cantar la seua glòria i el seu poder.

## Forma musical
A totes les litúrgies cristianes l'Al·leluia té forma antifonal, cantant-se esta expressió, molt adornada amb melismes, entre versicle i versicle del salm o oració.
De forma més senzilla, moltes peces acaben simplificant-se a l'aclamació, un vers i, de nou, l'aclamació, seguint l'estructura següent:
Al·leluia + Vers + Al·leluia